# Kuniczki (gmina)
Kuniczki – dawna gmina wiejska istniejąca do 1954 roku w woj. kieleckim, łódzkim i ponownie kieleckim. Nazwa gminy pochodzi od wsi Kuniczki (od 1933 jest to część wsi Antoniówka). Siedzibą władz gminy były jednak Szadkowice (za II RP Szatkowice). 
W okresie międzywojennym gmina Kuniczki należała do powiatu opoczyńskiego w woj. kieleckim. 1 kwietnia 1939 roku gminę wraz z całym powiatem opoczyńskim przeniesiono do woj. łódzkiego. Po wojnie gmina przez krótki czas zachowała przynależność administracyjną, lecz już 6 lipca 1950 roku została wraz z całym powiatem przyłączona z powrotem do woj. kieleckiego.
Według stanu z dnia 1 lipca 1952 roku gmina składała się z 14 gromad: Antoninów, Antoniówka, Bratków, Dąbrówka, Kamień, Kunice, Ludwinów, Modrzew, Modrzewek, Ostrożna, Szadkowice, Tomaszówek, Trojanów i Wincentynów.
Jednostka została zniesiona 29 września 1954 roku wraz z reformą wprowadzającą gromady w miejsce gmin. Po reaktywowaniu gmin z dniem 1 stycznia 1973 roku gminy Kuniczki nie przywrócono, a jej dawny obszar wszedł głównie w skład gminy Sławno w tymże powiecie i województwie.